# Pachylophus frontalis
Pachylophus frontalis är en tvåvingeart som beskrevs av Friedrich Hermann Loew 1858. Pachylophus frontalis ingår i släktet Pachylophus och familjen fritflugor. Inga underarter finns listade i Catalogue of Life.